# پژوهش‌های اچ‌آی‌وی/ایدز
پژوهش‌های اچ‌آی‌وی/ایدز برای بهبود درمان‌های فعلی شامل کاهش عوارض جانبی داروهای کنونی، برنامه‌های دارویی ساده‌تر با هدف تعیین برنامه‌های مناسب‌تر برای مقاومت در برابر دارو می‌شود. با این حال، به نظر می‌رسد که فقط با یک واکسن می‌توان این بیماری همه‌گیر را متوقف کرد. زیرا واکسن هزینه کمتری دارد و برای کشورهای در حال توسعه مقرون به صرفه‌تر است و به درمان روزانه نیاز ندارد. با این حال، پس از بیش از ۲۰ سال تحقیق، واکسن HIV-1 به هدفی دشوار تبدیل شده‌است، و هنوز هیچ درمانی برای آن وجود ندارد.

## پیوند سلول‌های بنیادی
در سال ۲۰۰۷، به تیموتی ری براون، یک فرد ۴۰ ساله مبتلا به HIV، که با نام «بیمار برلین» نیز شناخته می‌شود، پیوند سلول‌های بنیادی به عنوان بخشی از درمانش برای  لوسمی میلوئید حاد (AML) داده شد.پیوند دوم یک سال پس  از عود کردن بیماری انجام شد. اهداکننده نه تنها برای سازگاری ژنتیکی بلکه همچنین برای هموزیگوت بودن  برای جهش CCR5-Δ32 انتخاب شد تا مقاومت بیشتری در برابر عفونت HIV صورت گیرد. پس از ۲۰ ماه بدون هیچ گونه درمانی با داروی ضدویروسی، گزارش شد که سطح HIV در خون، مغز استخوان و روده براون زیر حد تشخیص داده شده بود. این ویروس تا بیش از سه سال پس از اولین پیوند قابل شناسایی نبود. اگر چه محققان و برخی از مفسران، نتیجه را درمان بیان کرده‌اند، اما دیگران بر این عقیده‌اند که این ویروس ممکن است به صورت پنهان در بافت‌ها  مانند مغز (که به عنوان  منبع ذخیره ویروسی عمل می‌کند) وجود داشته باشد. درمان از طریق سلول‌های بنیادی به دلیل طبیعت داستان‌گونه‌ای خود، بیماری و احتمال از بین رفتن پیوند سلول های بنیادی، و دشواری‌های تحقیقاتی پیدا کردن اهداکنندگان مناسب، در حال بررسی است.

## عوامل دستگاه ایمنی
در طی تلاش‌های انجام شده برای کنترل تکثیر ویروس، ایمن درمانی که می‌تواند به بهبود دستگاه ایمنی کمک کند، در آزمایش‌هایی از جمله IL-2 و IL-7 بررسی گردیده است.
ناتوانی محافظت داوطلبان واکسن در برابر عفونت HIV و پیشرفت ایدز در ساختمان زیست‌شناختی، به پنهان شدن HIV منجر شده است. شاید روزی با یک دوره محدود درمان ترکیبی ضدویروس و داروی منبع ذخیره نهانی پنهان بتوان عفونت HIV را ریشه‌کن کرد. محققان آبزیمی کشف کرده اند که می‌تواند پروتئین gp120 متصل به CD4 را از بین ببرد. از آنجا که این پروتئین نقطه اشتراک لنفوسیت‌های بی و خطرات احتمالی دستگاه ایمنی بدن است، در همه انواع HIV شایع است.

## واکسن HIV
واکسن HIV که از افراد واکسینه شده در مقابل ویروس HIV محافظت می‌کند، یکی از اهداف تحقیقاتی HIV می‌باشد. تا سال ۲۰۱۲ هیچ گونه واکسن موثری برای ایدز کشف نشده است. در واکسن آزمایشی RV 144 که در سال ۲۰۰۹ منتشر شد کاهش جزئی تقریباً ۳۰% در خطر انتقال مشاهده شد، که باعث ایجاد امیدی در جامعه تحقیقاتی برای  یک واکسن مؤثر شد. آزمایش‌های بیشتری بر روی واکسن RV 144 در حال انجام است.

## داروهای جایگزین
در آمریکا، تقریباً ۶۰% افراد مبتلا به HIV از اشکال مختلف داروهای مکمل یا جایگزین استفاده می‌کنند. البته مؤثر بودن اکثر این درمان‌ها تایید نشده است.با توجه به  مشاوره رژیم غذایی، برخی از شواهد نشان می‌دهند که  مصرف ریزخوراک‌های مکمل سودمند است. شواهد تجربی و آزمایش‌ها نشان داده‌اند که مکمل‌هایی که دارای سلنیم هستند نیز فایده‌مند هستند.  شواهدی وجود دارند که نشان می دهند مصرف مکمل ویتامین آ در کودکان میزان مرگ و میر را کاهش داده و روند رشد را بهبود می بخشد. در آفریقا در زنان باردار و شیرده که در معرض خطر کمبود مواد مغذی هستند مصرف مولتی ویتامین منجر به بهبود وضعیت مادر و فرزند شده است. سازمان بهداشت جهانی مصرف غذایی ریزخوراک‌ها در سطوح RDA  بزرگسالان مبتلا به HIV را توصیه می‌کند.  سازمان بهداشت جهانی اعلام کرده است که تحقیقات متعدد نشان داده‌اند مکمل ویتامین آ، روی و آهن می‌تواند باعث بروز عوارض HIV در بزرگسالان مبتلا به این بیماری شود. شواهد کافی برای حمایت از مصرف داروهای گیاهی وجود ندارد.